# John Bercow
John Simon Bercow (pronunciat /ˈbɜrkoʊ/; Middlesex, 19 de gener de 1963) és un polític anglès. Entre el 2009 i el 2019 fou el president de la Cambra dels Comuns del Regne Unit, i des del 1997 fins al 2019, membre del Parlament per Buckingham.
Bercow va néixer a Middlesex en el si d'una família jueva. Es va graduar a la Universitat d'Essex el 1985. Durant la seva joventut, Bercow fou activista del Partit Conservador i se'l va associar a la facció de dretes del partit. Entre el 1986 i el 1990 fou regidor pel districte de Lambeth, a Londres. Va participar sense èxit a les eleccions generals de 1987 i 1992. Fou escollit membre del Parlament el 1997, i el 2001 es va unir al gabinet a l'ombra.
Després de la dimissió del president de la Cambra dels Comuns Michael Martin el juny de 2009, Bercow va presentar-se a les eleccions per substituir-lo, i en va resultar escollit. Fou reelegit el 2010, el 2015 i el 2017, i es va convertir així en el primer Speaker des de la Segona Guerra Mundial en haver estat escollit quatre cops, i el primer en fer-ho amb quatre primers ministres diferents. El setembre de 2019, Bercow va anunciar que dimitiria com a president de la Cambra dels Comuns i com a membre del Parlament el 31 d'octubre.